# Minőségbiztosítás
A minőségbiztosítás a minőségirányításnak az a része, amely a bizalomkeltés megteremtésére összpontosít aziránt, hogy a minőségi követelmények teljesülni fognak.
Magyarországon minőségbiztosítási rendszernek hívták az MSZ EN ISO 9001:1996 szabvány alapján kialakított vállalatirányítási rendszereket. Az ISO 2000-ben kiadta az ISO 9001 következő (harmadik) változatát, amelyet a Magyar Szabványügyi Testület 2001-ben vett át. Az új szabvány alapján kiépülő rendszereket manapság minőségirányítási rendszernek hívják. Az ISO 9001 szabvány ezt követő (negyedik) megújítására 2008-ban került sor, amit a Magyar Szabványügyi Testület 2009. január elején adott ki magyar fordításban (MSZ EN ISO 9001:2009). Ez az új szabvány alapvetően nagy változásokat nem tartalmazott, hanem inkább pontosításokkal és magyarázatokkal segítette az előző verzió könnyebb érthetőségét, jobb felhasználását.
Az ISO 9001 szabvány további módosítása 2015-ben történt, amelyet még abban az évben MSZ EN ISO 9001:2015 (ISO 9001:2015) Minőségirányítási Rendszer (MIR) címen honosítottak. Legjelentősebb változtatások benne:
1. Ösztönzi a szervezeteket, hogy a hagyományos beszállító - termelő/szolgáltató - vevő üzleti láncból kitekintve szélesebb körben ismerjen fel érdekelt feleket, amelyek befolyásolják a működését (pl lakókörnyezet, helyi gazdasági környezet, versenytársak, állami szereplők, stb), és azokhoz fűződő viszonyait is ismerje fel és határozza meg. Ezzel utat nyit egy korszerűbb üzleti szemlélet felé (lásd "fenntarthatóság").
2. Még kiemeltebben kezeli a kockázatközpontúságot a rendszer stratégiai és gyakorlati szintjein egyaránt
3. A szabvány tartalmát, a fejezetek sorrendjét átszerkesztették olyan módon, hogy más szabványok tartalmához szerkezetileg könnyebben kapcsolható legyen.

Magyarországon a világ más országaihoz képest magasabb arányú az ISO 9001 tanúsított vállalatok száma. Az út az ISO 9001-es tanúsított minőségirányítási rendszerhez (vagyis az ISO 9001-es tanúsítvány megszerzéséhez) a következő szakaszokból áll:
- Felkészülés a tanúsításra: Ez a minőségirányítási rendszer kiépítéséből, amihez a vállalat külső tanácsadó segítségét veheti igénybe, vagy saját munkatársat képez ki, aki irányítja a rendszer kiépítését és bevezetését.
- Maga a tanúsítás: független fél (tanúsító szervezet) általi audit lefolytatása.

A minőségbiztosítási rendszereket kiépítő vállalkozások és a tanúsító cégek között is nagy a szórás. A minőségbiztosítás szó gyakran a túldokumentálást és a papírmunkát juttatja eszünkbe, azonban ez csak a nem megfelelően kiépített rendszer esetén okoz túldokumentálást (például túl olcsó, hozzá nem értő tanácsadó, vagy nem megfelelően képzett belső munkatárs). A megfelelő minőségű tanácsadás alapján kiépült ISO 9001 rendszerek bevezetése a szakirodalom szerint 0,5-3 éven belül megtérül. Ennek azonban elengedhetetlen feltétele, hogy megfelelő kvalitásokkal és tapasztalatokkal rendelkező felkészítő cég kerüljön kiválasztásra. Az egyes tanúsítók között is nagy különbségek vannak, és egy jó tanúsítási folyamatnak a kiállított tanúsítványon túlmutatóan is számos előnye lehet. A tanúsítók közül célszerű olyant választani, amelyik egyrészt valamely európai akkreditációs szervezet általi akkreditációval rendelkezik, másrészt kellően kompetens és alapos az auditálandó vállalat szakmai területén is.
Az ISO 9001 rendszerek kiépítését a magyar állam – bizonyos feltételek mellett – 2003 és 2007 között vissza nem térítendő juttatással támogatta.

## Külső hivatkozások
- Minőségbiztosítás fórum
- Cikkek, blogok, tanulmányok a minőségbiztosítás jó gyakorlatáról
- (az itt megadott oldal megszűnt)
- ISO minősített magyarországi vállalkozások